# 春名風花
春名 風花（はるな ふうか、2001年〈平成13年〉2月4日 - ）は、日本の女優（元子役）、声優、タレント、アイドル。女性アイドルグループ・宝石娘のプロデューサー兼メンバー。本名同じ。
神奈川県横浜市出身。プロダクション・エース所属。桐朋学園芸術短期大学芸術科演劇専攻卒業。弟は俳優、声優、歌手の春名柊夜。

## 経歴
0歳の頃から母親が書いていた育児ブログ（現在は削除）に実名で登場し、雑誌などのスチールモデルの仕事をしていた。
2005年頃、クレヨンに所属していた。2009年2月、セントラル子供タレントに移籍したが、数か月でクレヨンに戻った。
2010年4月、スマイルモンキーに移籍。
2015年2月1日、ワタナベエンターテインメントに移籍。同年12月、舞台『TUSK TUSK』で舞台初出演を果たす。
2016年2月29日、ワタナベエンターテインメントを離れる。同日、公式LINEアカウントを開設。同年4月30日、フリー期間を経てプロダクション・エースに預かり所属の形で移籍。2017年頃に正所属となる。
2018年8月、初の絵本『いじめているきみへ』を発売。春名が文、イラストレーターのみきぐちが絵を担当した。2019年6月、イラストに写真からの盗用があると発覚し、絵本は販売停止となった（詳細後述）。
2019年3月、高校卒業。2020年4月、桐朋学園芸術短期大学進学のため一時活動を休止。同年12月31日、フリップアップへ移籍、プロダクション・エースは声のみ預かり所属となる。
2022年3月、前述の短期大学を卒業。同月より本格的に芸能活動を再開。
2023年7月3日、自身のブログで声のみ預かりだったプロダクション・エースへの再所属を報告する。
2024年4月2日、オフィスあまごいとの共同プロデュースとして公開オーディションを開催、アイドルグループ『Écrin（エクラン）』のメンバー兼プロデューサーのふうとして活動開始。同年10月6日にグループ名を『宝石娘』に改名した。
2025年6月14日、俳優である岩崎MARK雄大との結婚を発表した。

## 人物
好きなタレントは中川翔子、指原莉乃で、好物は天下一品の「こってり」。女優・声優が本業であるが、携帯電話を使い始めた3歳からはブロガーとして、Twitterを始めた9歳からは論客としても活動するようになった。
世代的にはインターネット普及後に生まれたZ世代に属し、2004年の3歳から携帯電話を使って情報発信を続けているデジタルネイティブでもある。2010年の9歳で始めたTwitterでは、政治や法律や芸能などのセンシティブな話題についても率直な意見を述べ、数多くの炎上や嫌がらせも経験した。
『少女革命ウテナ』の主人公・天上ウテナに憧れて一人称は「僕（ぼく）」というボクっ娘。他に自分自身のシンボルとして「（ω）」という顔文字を多用する。Twitterを卒業した2020年春ごろから、一人称を「私」とすることも増えたが、ブログでは現在も「僕」という一人称を使っている。
小学5年生から中学2年生の間、声優を目指して日本ナレーション演技研究所のジュニアクラスに所属していた。弟がいる。
かつては相模鉄道ユーザーで、緑園都市駅（横浜市立緑園東小学校）、二俣川駅（横浜市立万騎が原中学校）、いずみ中央駅（神奈川県立横浜修悠館高等学校）を使っていたことを、2019年に相鉄・JR直通線開業の喜びとともにTweetしている。
推しの子のキャラクター・有馬かなのモデルとされ、本人も取材協力したことを明かしている。

### ブログ・Twitter
2004年に3歳で携帯電話を買い与えられてブログを書くようになり、当時の所属事務所クレヨンでのブログも自分で更新していたという。2010年に9歳でTwitterを始め、アルファツイッタラーにまで成長したが、今に至るも主なネットツールは携帯電話で、パーソナルコンピュータではニコニコ動画でアニメ作品を見る程度である。なお、ネット掲示板2ちゃんねるについては、過去に母親がプリントアウトしたものを見たことはあるものの、フィルタリングソフトにより閲覧を制限されているため、基本的には閲覧していないという。
2010年の9歳の時にTwitterを始め、以降は社会問題に興味を持ち、数多くの主張を展開してきたが、他のユーザーからの反応は賛否両論となり、数多くの炎上や嫌がらせを経験した。炎上や嫌がらせは各種メディアでも取り上げられた。嫌がらせを経験した後は、「子供が安心してネットが出来る社会」の実現を目標として論客としての活動を続けている。
2014年、InstagramやFacebookの利用登録ができる年齢である13歳の誕生日を前に「さいきんのTwitterはちょっと品が悪すぎるし、ここでやれることはひととおりやったから」と別のSNSを主な発信の場とすることを宣言するも、その後も変わらずTwitterを続ける。
2015年1月に大塚周夫の訃報に触れ、その長男である大塚明夫と会っていたことに言及したが、後に明夫と周夫の名前を混同していたことを明かし謝罪する。その後、一部のファンやユーザーから非難や中傷が寄せられたため一時的にTwitterアカウントを閉鎖した。翌月2月、事務所移籍の発表と同時にTwitterアカウントを復活させた。同年7月、Twitterへの投稿を終了しアメーバブログ『ふわふわふうか』に移管すると発表した。2016年2月4日、Twitterへの投稿を再開し、「ハイパーメディア一般人」になったと告げた。
2020年4月16日、YouTubeを主な活動の場とするためTwitterを5月10日で卒業すると宣言するも、その後も以前ほどの頻度ではないがTwitterを続けている。

### 絵本『いじめているきみへ』
2012年8月16日、いじめ当事者に対して著名人がメッセージを送る朝日新聞の連載シリーズ『いじめと君』の中で、春名は『いじめている君へ』と題するコラムを発表した。大きな反響を集め、GLAYのボーカル・TERUは「衝撃を受けました」と語った。
2018年8月、『いじめているきみへ』とひらがなに改題し、絵本として出版。本文も児童が読みやすいよう平易な表記に改められている。イラストはみきぐちが務めた。みきぐちの採用は春名の希望によるもので、みきぐちは「温度感のある絵を描く」と評された。2019年2月付けで重版し、学校図書館整備協会での販売や図書館カタログへの掲載も予定された。
発売にあたり、春名本人による朗読会やサイン会が開催された。春名は、11歳の時に書いた文を成長してから朗読してもしっくりこないと感じ、居合わせた児童に読んでもらったところ良かったため、「朗読をしてもらう会」を各地で開きたい、と抱負を綴った。
春名によれば、絵本は「いじめているきみへプロジェクト」の一つであり、「絵本はそのための第一歩であり、ぼくの信念のシンボルのようなもの」であるという。
2019年から、絵本とは関係のないみきぐちの作品について、写真を無許可でトレースした盗作との疑惑が浮上し、4月27日、みきぐちは盗作を認め、謝罪した。
『いじめているきみへ』にも盗作がないか心配する声、似ている画像があるとの指摘が春名に寄せられ、春名は「こちらとのお仕事では僕の指示通りの絵を描いていただき、完全なオリジナルを納品していただいております。絵本まで盗作であるかのような表現は風説の流布になりますのでお止めください」、「人を叩きたくてうずうずしているようなハイエナにあげる餌は何も無いよ。ブロックしますね」と反論した。
2019年6月、朝日新聞出版は『いじめているきみへ』のイラストに、インターネット上の写真からの盗用が含まれていることを認め、絵本の出庫停止と、電子書籍の販売停止を発表した。春名は販売停止について、「親告罪なので、権利者が訴えない限り罪になりません。本当は、販売停止までする必要はありませんでした。でも編集さんと話し合って「もう売るのを止めよう」と言う事にしました。いじめを防ぐために作った絵本なので、この本が誰かをいじめ、傷つけるような事があってはならないからです」、「この件で最も損害を受けているのは僕です」、「僕はルール違反はしておりません。被害者です。説明責任は当事者へお願い致します」と述べた。
絵本の中で盗作と判明したイラストは複数あった。表紙の汚れた靴のイラストは、2015年1月にYahoo!知恵袋に投稿された写真から盗用されており、靴を盗まれて切り裂かれたとの被害を語る女子中学生が載せたものだった。春名はブログでその投稿について取り上げ、写真の権利者である女子中学生に名乗り出てほしいと呼びかけた。また、盗作を指摘したファンに冷たく対応したことを謝罪した。
2019年7月30日、牧泰昌はラジオ番組で本作を取り上げた。春名は牧に対し、出版停止中だが絵本を別の絵柄で再販したいと述べた。

### 商標登録
2018年2月、「はるかぜちゃん」の愛称と似た名義を持つグラビアアイドル「はるかぜ.」へ、名前が似ているため同一人物だと勘違いされ迷惑していると主張し、「間違えられることによる不利益や、誤植の訂正の負担は知らんぷりせず、同等に折半して欲しいです」と苦言を呈し、春名のファンらが名義を変更するようはるかぜ.へ求め、はるかぜ.が謝罪を繰り返す事態となった。2018年3月、春名の母親が「はるかぜちゃん」を商標登録出願したが、2019年10月11日に拒絶査定となった。この一件から、はるかぜ.は青井春へ名義を変更した。

### 警視庁要請による舞台降板
2018年6月9日から公開の、劇団VOYANTROUPE(ヴァイヤントループ)による舞台『偏執狂短編集ＩＶ』に出演予定だったが、同月2日に公演内容の変更と春名の降板が発表された。警視庁からの要請によるものだった。
同年5月8日、共演俳優の常川博行が「ヴァイヤントループは稽古段階で全裸」「男女一糸まとわず」「そのまま絡み合う。今回サドを僕が演じ、主人公ジュリエットがはるかぜちゃん。この上もなく背徳感がある」とTwitter上で述べた。この発言から、当時17歳の春名が舞台上でヌードになるのかとインターネット上で話題になり、ファンから質問された春名は「答えは劇場で！(´ー`＊)笑笑」と返答していた。
同年5月30日、警視庁が劇団へ「ヌードおよびわいせつ物の露出表現を自粛せよ」と警告し、また当時17歳の春名をそのような舞台に出演させることは「未成年者への児童ポルノ強制または青少年育成法違反の疑惑がある」と指摘した。
劇団は、舞台のコンセプトは「類い希なる残虐表現を含む大人のエンターテインメント」であり、アートとしての裸体表現は行っているものの、未成年者へのヌードは要求しておらず、「これを一方的な見解で児童ポルノであると断じることをこそ、アート表現への迫害であると感じております」と遺憾の意を述べた。これにより、裸体の局部を銀色の布で隠すなどの改変を行い、また春名を降板させた。共演俳優の川添美和は、「今年の偏執狂短編集は、銀の鎧を着せられた裸体の叫び。滑稽になってしまった芸術家たちの慟哭です」と述べた。
春名は、警察への通報は未成年への心配からではなく、悪意から舞台を降板させようとしたのだと主張し、「警察の方も理解してくださっています。けれど、何がアートで何が猥褻なのか、これは分からない人には全く分からないものであり　彼らが表向き「善意の通報者」「平均的な一般市民」の顔をして通報を続ける限りは　いくら気持ちでは理解してもらえても、どうすることもできないのです」と語った。

## 裁判

### 神戸市の男性への訴訟
2020年1月14日、Twitterに「彼女の両親自体が失敗作」と投稿され名誉を傷つけられたとして、書き込みをした神戸市の男性を相手取り、265万4000円の慰謝料などの支払いを求めて横浜地裁に提訴した。7月16日、刑事告訴の取り下げと被告側が春名側に示談金計315万4000円を支払う内容で示談が成立した。

### Twitterの男性への訴訟
2021年3月24日、Twitterに投稿された記事により名誉を傷つけられたとしてKDDIを相手とした開示請求を東京地裁に提訴。6月18日に開示せよとの判決が下り、勝訴。この相手方の男性に対し、Twitterへの1134件の投稿を対象として3609万5000円の損害賠償請求を行った。開示請求事件の原告は春名風花のみだが、損害賠償請求事件は母親との連名である。
2024年5月24日、横浜地裁は、この男性の「風花を合法的に葬り去りたい」「お前みたいな奴ほんと要らんからとっとと辞めろ辞めちまえ」などの書き込みが名誉毀損にあたるとし、計約380万円の支払いを命じる判決を出した。
2025年7月2日、最高裁は、慰謝料の増額を求めた原告側の上告を退け、男性に計約377万円の賠償を命じた一、二審判決が確定した。

### 5ちゃんねるへの訴訟
2021年10月29日、5ちゃんねるに投稿された記事により精神的苦痛を受けたとして、母親が265万4000円の損害賠償請求を行い、係争中。

## 出演
太字はメインキャラクター。

### テレビアニメ
2012年
- エウレカセブンAO（リュウ・イン）
- beポンキッキーズ『ロンゴマックス』（狼ボロ）

2013年
- ガラスの仮面ですがZ（水無月さやか） - 第11話の脚本も担当

2015年
- おまかせ!みらくるキャット団（2015年 - 2016年、赤川ぽこ美〈ポコタン〉）

2016年
- レガリア The Three Sacred Stars（姉）
- 甘々と稲妻（女子生徒）

2017年
- 闇芝居（2017年 - 2018年、ユカリ 他） - 3シリーズ
- あはれ!名作くん（2017年 - 2019年、ツナ、かぐや先生）
- 妖怪アパートの幽雅な日常（浅田有実）

2018年
- レイトン ミステリー探偵社 〜カトリーのナゾトキファイル〜（リドリー・フレメンス〈幼少期〉）

### 劇場アニメ
- マジック・ツリーハウス（2012年、キャスリーン）
- おおかみこどもの雨と雪（2012年、荘子）
- SHORT PEACE 『オープニング』（2013年、黒澤麻衣[84]）
- こんぷれっくす×コンプレックス（2015年、中村ふみ[85]）

### OVA
- ガヴリールドロップアウト OVA2（2017年、少女） - DVD・BD第3巻に収録

### ゲーム
2013年
- アンジュ・ヴィエルジュ 〜第2風紀委員 ガールズバトル〜（フランボワーズ、城ヶ崎愛菜）

2015年
- ケイオスドラゴン 混沌戦争（リャン）

2016年
- 円環のパンデミカ code-S-（戸塚エナ）
- 天空のクラフトフリート（2016年 - 2019年、コルペ、リュコス、新船員 ルビネ）

2017年
- WAR OF BRAINS（聖者の行進 イヴ）

2018年
- フリージング エクステンション（ルソー・エミール、アティア・シモンズ）
- メギド72（2018年 - 2023年、プルフラス）
- 東京コンセプション（鉃鼠、コロポックル）
- キヲクロスト（鉢山マドカ）

2020年
- 戦姫ストライク（ルア、コニア、ルナティコ）
- 幻想牢獄のカレイドスコープ（元基空）

2021年
- 戦の海賊（双剣兵ルミエ）

2023年
- コインムスメ（デップ）

### ドラマCD
- Windows100％ UTAU教室 春音ハナ＆風音フナUTAU音源（晋遊舎）
- UTAUパーフェクトマスター (100%ムックシリーズ)
- クワガタにチョップしたらクローゼットに収納（2013年、花香） - 小説『クワガタにチョップしたらタイムスリップした』特装版付属CD[96]

### 吹き替え
2016年
- バッド・ママのクリスマス（ジェーン・ミッチェル〈ウーナ・ローレンス〉）
- みつばちマーヤの大冒険（マーヤ）

2017年
- ラベンダー 妖精の歌（スージー）
- アウトランダー シーズン3（イゾベル）
- マインドハンター（女子生徒2）
- おじいちゃんはデブゴン（チュンファ〈ジャクリーン・チャン〉）
- セキュリティ（ジェイミー〈キャサリン・デ・ラ・ローシャ〉） - Netflix版
- アナベル 死霊人形の誕生（ケイト〈テイラー・バック〉）
- 隠された時間（スリン〈シン・ウンス〉）
- エレメンタリー5 ホームズ&ワトソン in NY 第14話（シヴォーン）

2018年
- レモニー・スニケットの世にも不幸なできごと シーズン2（イサドラ・クァグマイヤー） - Netflix版
- パシフィック・リム: アップライジング（レナータ〈シャーリー・ロドリゲス〉）

2019年
- みつばちマーヤの大冒険2 ハニー・ゲーム（マーヤ）
- クレイジー・エックス・ガールフレンド シーズン4 第13話 （クロエ） - Netflix版
- 神と共に 第一章:罪と罰 （ドクチュン〈キム・ヒャンギ〉） - DVD＆Blu-ray版
  - 神と共に 第二章:因と縁

2020年
- ザ・ハント（ヨガ・パンツ〈エマ・ロバーツ〉）

2023年
- ハンサン -龍の出現-（チョン・ボルム〈キム・ヒャンギ〉）

### テレビドラマ
- TBS開局55周年「あなたの涙そうそう4時間スペシャル がまんがまん」（2006年9月26日、TBS） - 水野あゆ 役
- 怪奇大作戦 セカンドファイル 第2話「昭和幻燈小路」（2007年4月9日、NHK BShi） - 平岡光子 役
- 満福少女ドラゴネット 第2話・第8話・第11話（2010年、tvk） - 司城冥（幼少） 役
- CONTROL〜犯罪心理捜査〜 第3話「子供の心理と消えた犯人の謎」（2011年1月25日、フジテレビ） - 片桐怜奈 役
- 熱中時代（2011年4月9日、日本テレビ） - 氷室風花 役
- 時々迷々「バースデーの空」（2011年11月、NHK教育） - 主演・小春 役
- 悪夢ちゃん（2012年10月 - 12月、日本テレビ） - 樋口杏奈 役
  - 悪夢ちゃん スペシャル（2014年5月2日、日本テレビ）
- 好好!キョンシーガール〜東京電視台戦記〜 最終話（2012年12月21日、テレビ東京） - 少女 役
- 偽装の夫婦（2015年10月 - 11月、日本テレビ） - 女子高生（第1話）、みどり（第2話・第7話・第8話） 役
- 猫とコワモテ2（2018年2月22日、BSジャパン） - 犬飼麻里 役
- オレは死んじまったゼ!（2023年9月8日、WOWOW[99]）

### 映画
- 血と骨（2004年） - 貞子 役
- 涙そうそう（2006年9月） - 新垣カオル（幼少） 役
- カムイ外伝（2009年9月） - ツグミ 役
- 悪夢ちゃん The 夢ovie（2014年5月3日、佐久間紀佳監督） - 樋口杏奈 役
- 薔薇色のブー子（2014年5月30日、福田雄一監督） - 人質の女の子 役

### 舞台
2014年
- 朗読劇 潮騒の祈り〜ピアノの即興演奏とともに贈る、母と娘、海と命の物語〜（文化放送メディアプラス、12月6日 - 7日）- 海 役

2015年
- あうるすぽっとプロデュース「TUSK TUSK」（あうるすぽっと、12月10日 - 13日）- マギー 役

2016年
- キコ qui-co.6th protest「ラット13」（ザムザ阿佐谷、5月2日 - 3日） - 黒羽和美 役
- チームジャックちゃん「マーメイドブーツ」（新宿村LIVE、9月1日 - 5日）- ナナツウミ 役
- キコ/qui-co. 7th fragment「平日の天使、その他の短編」（Ito・M・Studio、9月20日 - 25日） - あかり 役、レイラ 役
- fragment edge No.5「プリンセス・アジェンダ」（シアターKASSAI、12月21日 - 25日）- 巡メグル 役

2017年
- キコ/qui-co. 8th development｢Lullaby｣（ザムザ阿佐谷、5月2日 - 4日） - 新田野花 役
- 水島裕プロデュース vol.5「笑う朗読」（品川プリンスホテル クラブeX、5月19日 - 21日）
- Voyantroupe第3回本公演「Paranoia papers 偏執狂短編集III」（サンモールスタジオ、5月31日 - 6月6日） - エレン 役、マリー 役
- TABACCHI PRESENTS 8「バルバトス」〜嘘、連鎖、叫び〜（小劇場 B1、8月16日 - 20日） - アビゲイル 役
- キコ/qui-co. 9th conversation「神の左手:coda」（サンモールスタジオ、12月8日 - 12日） - 仁崎伸子 役

2018年
- サンモールスタジオプロデュース「シンクロニシティ2018∞」（サンモールスタジオ、1月5日 - 9日） - 白鳥エリ 役
- ことのはbox 第6回公演「見よ、飛行機の高く飛べるを」（シアターグリーン BOX in BOX THEATER、2月14日 - 18日） - 主演・光島延ぶ 役
- チームジャックちゃんが読んだシンデレラ公演 再演「Cendrillon」（シアターKASSAI、3月21日 - 4月1日） - ジャヴォット・トレメイン 役
- オフィス上の空プロデュース ピヨピヨレボリューション公演「Gliese」（ポケットスクエア ザ・ポケット、4月3日 - 8日） - 暗本静子 役 ※東理沙とのダブルキャスト
- Voyantroupe第4回本公演「Paranoia Papers〜偏執狂短編集Ⅳ〜」（サンモールスタジオ、6月9日 - 18日） - ナタリー・サロート 役、西薔薇絵 役
- ことのはbox 第8回公演「想稿 銀河鉄道の夜」（新宿シアターモリエール、10月10日 - 14日） - ジョバンニ 役
- 舞台版 眼球綺譚／再生（新宿眼科画廊、11月16日 - 27日）

2019年
- Sun-mallstudio produce「深沢ハイツ302〜もう一つのニュートンの林檎〜」（サンモールスタジオ、1月5日 - 9日） - 二瓶春子 役
- DULL-COLORED POP「くろねこちゃんとベージュねこちゃん」 （サンモールスタジオ、2月14日 - 24日） - 佐藤とも美 役（クヮドラプルキャスト）
- チームジャックちゃんが読んだ新撰組公演 土方歳三伝 五稜郭異聞「乱」（シアター風姿花伝、4月3日 - 8日） - 市村鉄之介 役 ※堀田健斗とのダブルキャスト
- Voyantroupe第5回本公演「Paranoia Papers〜偏執狂短編集4.5〜」（サンモールスタジオ、6月21日 - 7月1日） - 邑姜 役、江藤珠理 役、マリヤ 役
- DULL-COLORED POP第20回本公演「福島三部作・一挙上演」（第三部『2011年：語られたがる言葉たち』）（東京芸術劇場 シアターイースト、8月14日 - 18日・23 - 28日 / in→dependent theatre 2nd、8月31日 - 9月2日 / いわき芸術文化交流館アリオス 小劇場、9月7日 - 8日） - 宮永美月 役
- 谷山浩子のコンサート企画 18回目「谷山浩子・猫森集会2019」<Bプログラム> 〜「幻想文庫・不思議の国のアリス〜」（こくみん共済 coop ホール／スペース・ゼロ、9月15日 - 16日）- アリス 役 
- オフィス上の空プロデュース キ上の空論「紺屋の明後日」（あうるすぽっと、9月20日 - 29日）- 紺野アイネ 役 
- CONTE STAGE「オーロラの夜」（リトルトーキョー、10月11日 - 13日）
- 月刊「根本宗子」第17号「今、出来る、精一杯」（新国立劇場 中劇場、12月13日 - 19日）- 久須美 役

2020年
- 鵺的「バロック」（ザ・スズナリ、3月7日 - 15日）

2021年
- TPAM版 DULL-COLORED POP 福島三部作 第三部『2011年：語られたがる言葉たち』（KAAT神奈川芸術劇場 大スタジオ、2月11日 - 14日 / オンライン配信、2月11日 - 12日）
- カクシンハン・プロデュース ダブル・シェイクスピア公演 第15回公演「シン・タイタス -2038-」 / 第16回公演「ナツノヨノユメ -AIの少女は夢を見るか？-」（CBGKシブゲキ!!、8月22日 - 29日） - 新型コロナウイルスの影響で公演中止

2022年
- 朝シェイクスピア〜30分でわかるマクベス〜（Mixalive TOKYO、3月26日 - 27日） - 日替わりゲスト
- 演劇ユニット鵺的第15回公演「バロック」（ザ・スズナリ、6月9日 - 19日） - 御厨はるか 役
- カクシンハン・プロデュース ダブル・シェイクスピア公演 第15回公演「シン・タイタス -2038-」 / 第16回公演「ナツノヨノユメ -AIの少女は夢を見るか？-」（シアター・アルファ東京、7月27日 - 31日） - 新型コロナウイルスの影響で公演中止
- Voyantroupe第7回本公演「偏執狂短編集  終」（すみだパークシアター倉、10月28日 - 11月6日） - アイリーン・ウォーノス 役
- 言葉のアリア Season3 ハルジオン 第8回公演「冬物語」（浅草九劇、11月30日 - 12月4日） - フロリゼル 役
- 二人芝居「ふたりよがり」（池袋西口GEKIBA、12月9日 - 11日）
- 安達健太郎と役者が漫才とトークするLIVE（池袋西口GEKIBA、12月25日）

2023年
- 朝シェイクスピア〜30分でわかるハムレット〜（Mixalive TOKYO、1月15日・2月11日・19日・3月1日・30日・5月27日・8月21日・9月9日 - 11日） - オフィーリア 役
- 朗読劇 コインランドリーカタルシス（池袋西口GEKIBA、6月23日 - 25日）
- 春、揺らぐ、勿忘草（πTOKYO、7月14日 - 17日）
- シン・タイタス REBORN（WAREHOUSE、10月13日 - 15日） - ラヴィニア 役
- ボクらの罪団 第七犯公演「Island-売春島-」（シアターグリーン BOX in BOX THEATER、11月4日 - 7日） - 主演・天野咲 役
- 父が死んだ時、僕たちは何年かぶりに集まった。（CBGKシブゲキ!!、12月6日 - 10日）

2024年
- うずめ劇場 第40回記念公演「地球星人」（東京芸術劇場 シアターウエスト、2月16日 - 18日）
- 寝れない部屋 第10回公演「狂っても、恋」（下北沢OFF・OFFシアター、5月2日 - 5日）
- 舞台「私を殺して…」（地中海料理＆ワイン Showレストラン ガルロチ、6月2日 - 4日・7日・9日・18 - 23日・7月11日・13日・8月24日・9月28日・29日） - マドンナ 役
- OKS Unparalleled Open Campus2024 カクシンハン × SDGs「体感！ロミオとジュリエット」（大泉工場 OKSキャンパス、10月13日）

2025年
- idenshi195朗読キネマ「潮騒の祈り」（performing gallery & cafe 絵空箱、1月8日 - 13日）
- 小説家は純喫茶で受賞連絡を待つ…劇団皇帝ケチャップ「拘ったところでたかが文字」（新宿シアタートップス、4月16日 - 20日）

### ラジオ
※はインターネット配信。
- NHK高校講座「国語総合」（2017年 - 2018年、NHKラジオ第2） - MC[135]
- TOMAS presents High School a Go Go!!（2017年 - 、TBSラジオ） - 高校生サポーター[136]
- ドル沼CH（2021年 - 、YouTube[137]）

### CM
- 江崎グリコ「パピコ」（2004年 - 2005年）
- ナショナル「空気清浄機 Wでたたかえ！編」「食器乾燥機 赤ちゃん鑑定士編」「食器洗い乾燥機 浸透！忍者編」（2004年 - 2015年）
- 第一生命（2005年 - 2007年）
- 花王「クイックルワイパー」（2006年7月 - 2008年9月）
- 大阪ガス（2006年10月 - 2008年3月）
- 永谷園「小ブルプレゼント」（2006年11月 - 2007年1月）
- エポック社「アクアビーズアート」（2007年）
- ショウワノート「シナモロール わくわく新学期シリーズ」（2008年）
- 三井住友海上「自動車保険」（2008年）
- 山崎製パン「クリスマスケーキ リボン篇」（2009年）
- セブン-イレブン「ポケモンスタンプラリー2010」（2010年）
- ステーキハンバーグ＆サラダバー けん（2011年10月）
- スカパー！「みかん編」（2011年）

### PV
- ももいろクローバーZ「泣いてもいいんだよ」（2014年）
- 冨田ラボ「この世は不思議」（2014年） - 大学生 役
- それでも世界が続くなら「SNSとオフライン」（2018年）

### スチール
- サヨリ商店街オリジナルレオタードカタログ（2004年 - 2008年）
- 小学館 ドラゼミ（2008年）
- 学研「10歳までに決まる！頭のいい子の育て方」表紙（2008年）
- タカラ美容専門学校 入学案内 表紙（2008年）
- 京王百貨店 聖蹟桜ヶ丘店 クリスマスセール / オータムフェア 駅張りポスター（2009年）
- 日本文化センター カタログ（2009年）

### インタビュー対談
- KAI-YOU Premium企画「クロちゃんｘはるかぜちゃんキャラクターの向こう側」シリーズ[138]
  - Vol.1 求められるキャラクターを演じる辛さ（2019年5月17日掲載）
  - Vol.2 「有名税」って何のためにあるの？（2019年5月24日掲載）
  - Vol.3 ぼくたちがつくりあげた「キャラクター」の功罪（2019年5月24日掲載）

### ラジオドラマ
- 青春アドベンチャー
  - 「エド魔女奇譚」（2016年[139]、奈津）
  - 「カムパネルラ」（2018年、さそり[140]）
  - 「ハプスブルクの宝剣」（2020年、オルガ [141]）
- FMシアター「白き鳥、赤き花」（2017年[142]）
- THE PARANORMAL TELLER（2020年[143]、杏奈）

### ナレーション
- 幸せあやかりバラエティ・バナナ有吉のどハッピーポー！（時期不明、テレビ東京）
- トリマキQ（2013年、フジテレビ）
- パックン&河北麻友子のあつまれ!VRフレンズ（2017年、TOKYO MX、ぴょんすけ〈ナレーション〉）

### テレビ番組
- ドッカ〜ン!（2007年4月 - 7月、TBS） - レギュラー
- ピラメキーノ（2010年4月 - 2012年12月・2015年9月、テレビ東京） - 準レギュラー
- スパルタンMX（2013年 - 2014年3月、TOKYO MX） - 声優オーディション女子2期生参加者
- ゴッドタン（2011年 - 2013年 テレビ東京）
- 解決!ナイナイアンサー（2012年10月 - 2014年、日本テレビ） - 準レギュラー
- ストレッチマンV（2013年4月 - 2018年9月、NHK Eテレ） - レギュラー

### その他コンテンツ
- BS世界のドキュメンタリー「自由をめぐる僕の旅」（時期不明、ボイスオーバー）
- 『聴くanime「秒速探偵」』第2話・第9話[144][145]（2022年）
- ボイスコミック「三途の川アウトレットパーク」（2023年、大原花[146]） - コミック『黒猫は泣かない。 新装版』特典
- オーディオブック「天才発明家ニコ＆キャット」（2023年[147]）

## ディスコグラフィ

### 歌手参加作品
| 発売日        | 商品名                      | 歌                                             | 楽曲             | 備考                                              |
| ------------- | --------------------------- | ---------------------------------------------- | ---------------- | ------------------------------------------------- |
| 2012年6月13日 | しじみのダンス/ベジタリズム | ゆきまゆことベジタガールズ（春名風花、畠山紬） | 「ベジタリズム」 | 『カゴメ・野菜生活100』野菜の日キャンペーンソング |

## 書籍
- はるかぜちゃんのしっぽ（ω）（2011年9月7日、太田出版）ISBN 978-4778312695
- 少女と傷とあっためミルク（2014年10月27日、扶桑社）ISBN 978-4594071462
- 中学生の道徳 自分を考える2（2018年3月1日、廣済堂あかつき）ISBN 978-4908255410 - 「君、想像したことある？」掲載
- いじめているきみへ（2018年8月20日、朝日新聞出版）ISBN 978-4022515681
- ミライを生きる君たちへの特別授業（2021年7月28日、寄稿、岩波書店）ISBN 978-4000272391
- -14歳の世渡り術シリーズ-「ネットでいじめられたら、どうすればいいの？」（2024年7月25日、河出書房新社）ISBN 978-4309617657

### 関連書籍
- 現代の肖像 子役タレント 春名風花（2014年5月21日、文：北原みのり、写真：今村拓馬、朝日新聞出版）※電子書籍